# John Debney

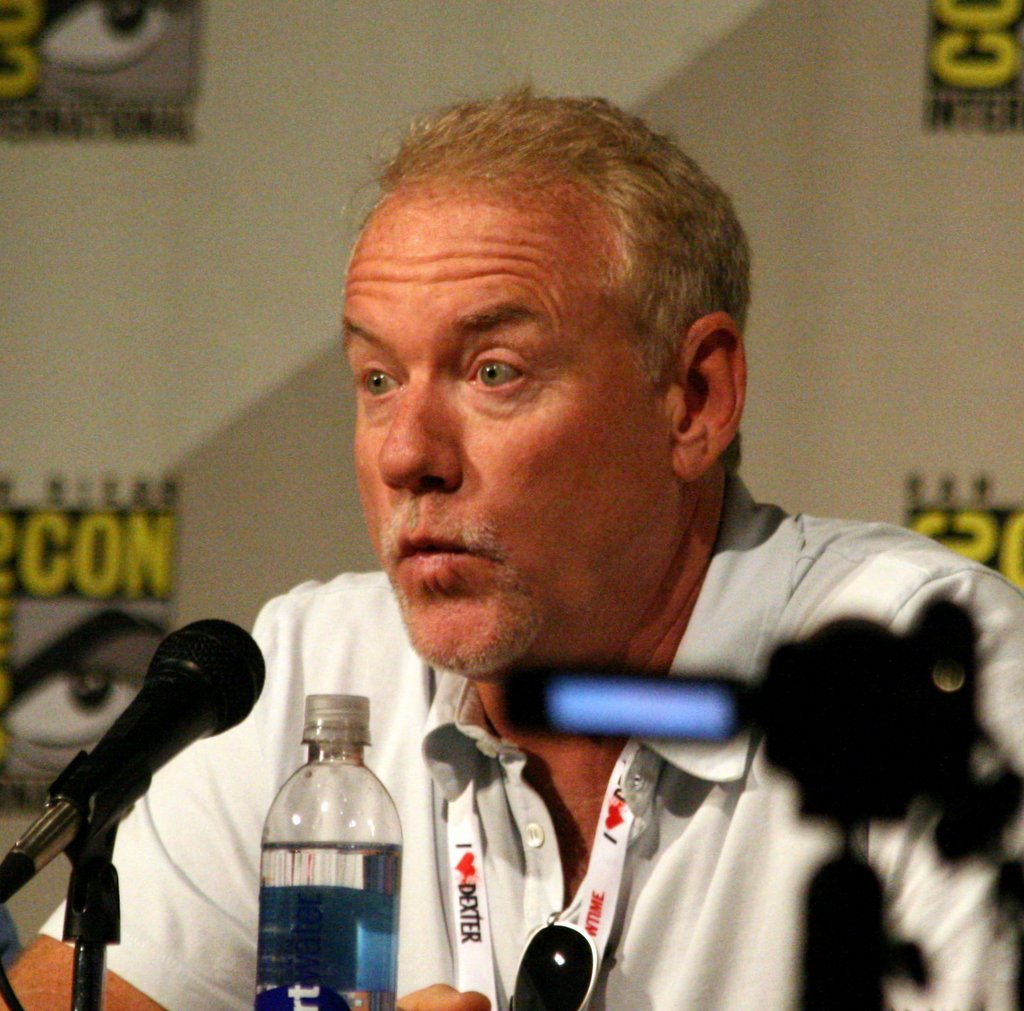
John Debney

John C. Debney (* 18. August 1956 in Glendale, Kalifornien) ist ein US-amerikanischer Filmkomponist.

## Leben
Debney, dessen Vater Louis als Produzent bei den Disney-Studios beschäftigt war, wuchs in der Nähe von Glendale auf und absolvierte 1979 das California Institute of the Arts (CalArts).
Bekannt ist er vor allem durch seine Filmmusiken, darunter auch eine Reihe von Walt-Disney-Produktionen. So schrieb er zusammen mit David Hartley und Sting den Soundtrack des Zeichentrickfilms Ein Königreich für ein Lama (The Emperor's New Groove, 2000).
Debney wurde für seine Musik zum Film Die Passion Christi für den Oscar nominiert und gewann den Film & Television Music Award der American Society of Composers, Authors and Publishers. Er bekam dreimal den Emmy Award (u. a. für die Musik zur Fernsehserie SeaQuest DSV), zweimal wurde er für diesen Preis nominiert.
Neben zahlreichen Filmsoundtracks schrieb beziehungsweise arrangierte John Debney auch einige Musikstücke für Disney-Themenparks rund um den Globus, beispielsweise für die Spukhaus-Attraktion Phantom Manor in Disneyland Paris und die Lichterparade Spectromagic in Walt Disney World in Florida.

## Filmografie (Auswahl)
- 1987: Die Top Cops (The Wild Pair)
- 1988: Sieben Stunden Angst (Seven Hours to Judgment)
- 1988: Tennessee Buck – Das große Dschungelabenteuer (The Further Adventures of Tennessee Buck)
- 1989: Ananas und blaue Bohnen (Trenchcoat in Paradise)
- 1990: Jetsons – Der Film (Jetsons: The Movie)
- 1992: Chip schafft alle (Still Not Quite Human)
- 1993: Die Flammen des Krieges (For Love and Glory)
- 1993: Hocus Pocus
- 1993: Land in Flammen (Class of ’61)
- 1993: SeaQuest DSV
- 1993: Tödliche Gottesanbeterin (Praying Mantis)
- 1994: Kleine Giganten (Little Giants)
- 1994: Wolfsblut 2 – Das Geheimnis des weißen Wolfs (White Fang 2: Myth of the White Wolf)
- 1995: Sudden Death
- 1995: Das Chamäleon (Chameleon)
- 1995: Der Hausfreund (Houseguest)
- 1995: Die Piratenbraut (Cutthroat Island)
- 1995: Micky Monster Maus (Runaway Brain)
- 1996: Doctor Who – Der Film (Doctor Who – The Movie)
- 1997: Das Relikt (The Relic)
- 1997: Der Dummschwätzer (Liar Liar)
- 1997: Ich weiß, was du letzten Sommer getan hast (I Know What You Did Last Summer)
- 1998: Eine wüste Bescherung (I'll Be Home for Christmas)
- 1998: Paulie – Ein Plappermaul macht seinen Weg (Paulie)
- 1999: Der Onkel vom Mars (My Favorite Martian)
- 1999: Ich liebe Dick (Dick)
- 1999: Inspektor Gadget (Inspector Gadget)
- 1999: End of Days – Nacht ohne Morgen (End of Days)
- 2000: Ein Königreich für ein Lama (The Emperor's New Groove)
- 2000: In „bester“ Gesellschaft – Eine Familie zum Abgewöhnen (Relative Values)
- 2000: Helden aus der zweiten Reihe (The Replacements)
- 2000: Die Nominierung (Running Mates)
- 2001: Cats & Dogs – Wie Hund und Katz (Cats & Dogs)
- 2001: Heartbreakers – Achtung: Scharfe Kurven! (Heartsbreakers)
- 2001: Jimmy Neutron – Der mutige Erfinder (Jimmy Neutron: Boy Genius)
- 2001: Plötzlich Prinzessin (The Princess Diaries)
- 2001: Spy Kids
- 2002: Hot Chick – Verrückte Hühner (The Hot Chick)
- 2002: Im Zeichen der Libelle (Dragonfly)
- 2002: Spy Kids 2 – Die Rückkehr der Superspione (Spy Kids 2: The Island of Lost Dreams)
- 2002: The Tuxedo – Gefahr im Anzug (The Tuxedo)
- 2002: The Scorpion King
- 2002: Snowdogs – Acht Helden auf vier Pfoten (Snow Dogs)
- 2003: Bruce Allmächtig (Bruce Almighty)
- 2003: Buddy – Der Weihnachtself (Elf)
- 2003: Malibu’s Most Wanted
- 2003: Most (Kurzfilm)
- 2004: Die Passion Christi (The Passion of the Christ)
- 2004: Keine halben Sachen 2 – Jetzt erst recht! (The Whole Ten Yards)
- 2004: Liebe auf Umwegen (Raising Helen)
- 2004: Plötzlich Prinzessin 2 (The Princess Diaries 2)
- 2004: Willkommen in Mooseport (Welcome to Mooseport)
- 2005: Der Babynator (The Pacifier)
- 2005: Die Abenteuer von Sharkboy und Lavagirl in 3-D (The Adventures of Sharkboy and Lavagirl in 3-D)
- 2005: Dreamer – Ein Traum wird wahr (Dreamer: Inspired by a True Story)
- 2005: Duma – Mein Freund aus der Wildnis (Duma)
- 2005: Himmel und Huhn (Chicken Little)
- 2005: Im Dutzend billiger 2 – Zwei Väter drehen durch (Cheaper by the Dozen 2)
- 2005: Sin City
- 2005: Zathura – Ein Abenteuer im Weltraum (Zathura: A Space Adventure)
- 2006: Der tierisch verrückte Bauernhof (Barnyard)
- 2006: Idlewild
- 2006: Lucas, der Ameisenschreck (The Ant Bully)
- 2006: Yankee Irving – Kleiner Held ganz groß! (Everyone’s Hero)
- 2007: Evan Allmächtig (Evan Almighty)
- 2008: Mensch, Dave! (Meet Dave)
- 2008: Swing Vote – Die beste Wahl (Swing Vote)
- 2009: Das Hundehotel (Hotel for Dogs)
- 2009: Die Noobs – Klein aber gemein (Aliens in the Attic)
- 2009: Hannah Montana – Der Film (Hannah Montana: The Movie)
- 2009: Old Dogs – Daddy oder Deal (Old Dogs)
- 2010: Iron Man 2
- 2010: Predators
- 2010: Machete
- 2010: Valentinstag (Valentine’s Day)
- 2010: Yogi Bär (Yogi Bear)
- 2011: Freundschaft Plus (No Strings Attached)
- 2011: Happy New Year (New Year’s Eve)
- 2011: Wie ausgewechselt (The Change-Up)
- 2011: The Double – Eiskaltes Duell (The Double)
- 2011: Dream House
- 2012: Noch tausend Worte (A Thousand Words)
- 2012: Die Stooges – Drei Vollpfosten drehen ab (The Three Stooges)
- 2012: Hatfields & McCoys (Miniserie)
- 2012: Alex Cross
- 2013: Jobs
- 2013: The Call – Leg nicht auf! (The Call)
- 2014: Draft Day
- 2014: Stonehearst Asylum – Diese Mauern wirst du nie verlassen (Stonehearst Asylum)
- 2014: Cobbler – Der Schuhmagier (The Cobbler)
- 2015: SpongeBob Schwammkopf 3D (The SpongeBob Movie: Sponge Out of Water)
- 2015: American Odyssey (Fernsehserie, 13 Episoden)
- 2016: The Jungle Book
- 2016: Mother’s Day – Liebe ist kein Kinderspiel (Mother’s Day)
- 2016: Ice Age 5 – Kollision voraus! (Ice Age: Collision Course)
- 2017: Liebe zu Besuch (Home Again)
- 2017: Santa Clarita Diet (Fernsehserie)
- 2017: Greatest Showman
- 2017–2019: The Orville (Fernsehserie)
- 2018: Beirut
- 2019: Isn’t It Romantic
- 2019: Dora und die goldene Stadt (Dora and the Lost City of Gold)
- 2020: Die Magie der Träume (Come Away)
- 2020: I Still Believe
- 2020: Jingle Jangle Journey: Abenteuerliche Weihnachten! (Jingle Jangle: A Christmas Journey)
- 2021: Clifford der große rote Hund (Clifford the Big Red Dog)
- 2021: Nicht schon wieder allein zu Haus (Home Sweet Home Alone)
- 2021: American Underdog
- 2021–2022: Mighty Ducks: Game Changer (The Mighty Ducks: Game Changers, Fernsehserie)
- 2022: Marry Me – Verheiratet auf den ersten Blick (Marry Me)
- 2022: Luck
- 2022: Hocus Pocus 2
- 2023: Brady’s Ladies (80 for Brady)
- 2023: Angespült – Ein Krabbenteuer (Under the Boardwalk)
- 2024: Garfield – Eine extra Portion Abenteuer (The Garfield Movie)
- 2024: Horizon – Eine amerikanische Saga (Horizon: An American Saga)
- 2024: Space Cadet

## Auszeichnungen
- 1990: Emmy-Nominierung für The Young Riders (Titelmusik)
- 1991: Emmy für The Young Riders (Hintergrundmusik)
- 1991: ASCAP Award in der Kategorie Most Performed Underscore
- 1992: ASCAP Award in der Kategorie Most Performed Underscore
- 1994: Emmy für SeaQuest (Titelmusik)
- 1997: Emmy-Nominierung für Countdown X – Alarm im All (Titelmusik)
- 1997: Emmy für Countdown X – Alarm im All (Hintergrundmusik)
- 1998: ASCAP Award für Ich weiß, was Du letzten Sommer getan hast
- 1998: ASCAP Award für Der Dummschwätzer
- 2000: ASCAP Award für Inspektor Gadget
- 2001: Annie-Award-Nominierung für Ein Königreich für ein Lama
- 2002: ASCAP Award für Cats & Dogs – Wie Hund und Katz
- 2003: ASCAP Award für Spy Kids 2 – Die Rückkehr der Superspione
- 2003: ASCAP Award für The Scorpion King
- 2004: ASCAP Award für Bruce Allmächtig
- 2005: Oscar-Nominierung für Die Passion Christi
- 2005: ASCAP Award für Die Passion Christi
- 2005: ASCAP Award für Plötzlich Prinzessin 2
- 2005: Henry Mancini Award
- 2006: ASCAP Award für Himmel und Huhn
- 2006: ASCAP Award für Sin City
- 2006: ASCAP Award für Der Babynator
- 2007: Annie-Award-Nominierung für Lucas, der Ameisenschreck
- 2016: Hollywood Music In Media Award für The Jungle Book